# ابوالفضل کلهر
ابوالفضل کلهر (زادهٔ ۱۳۳۳ در شهریار - درگذشته ۲۴ مهر ۱۳۹۶ در شهریار) نمایندهٔ حوزهٔ انتخابیهٔ شهریار در دورهٔ هفتم مجلس شورای اسلامی بود.
وی که کمی قبل دچار بیماری کلیوی شده بود  پس از بستری در بیمارستان سینای تهران و برای انجام عمل پیوند کلیه ، عصر ۲۲ مهر ۱۳۹۶ به کما رفت و سرانجام در عصر دوشنبه ۲۴ مهر ۱۳۹۶ در سن ۶۳ سالگی درگذشت.
پیکر وی صبح روز چهارشنبه ۲۶ مهر ۱۳۹۶ پس از تشییع در امامزاده اسماعیل شهریار دفن شد.